# Glen Cohen
Glendon Howard « Glen » Cohen (né le 22 avril 1954 dans la Paroisse Sainte-Catherine, en Jamaïque) est un athlète britannique, spécialiste du 400 mètres.

## Biographie
Aux Championnats d'Europe de 1974, Glen Cohen remporte le relais 4 × 400 mètres, aux côtés de Bill Hartley, Alan Pascoe et David Jenkins.

### Palmarès
| Date | Compétition           | Lieu | Résultat | Épreuve   | Performance   |
| ---- | --------------------- | ---- | -------- | --------- | ------------- |
| 1974 | Championnats d'Europe | Rome | 1er      | 4 × 400 m | 3 min 03 s 33 |

### Records
| Épreuve    | Performance | Lieu         | Date |
| ---------- | ----------- | ------------ | ---- |
| 400 mètres | 45 s 49     | Philadelphie | 1978 |